# Burg Arpshagen
Die Burg Arpshagen ist eine abgegangene Burganlage mit Gutshof im Westen von Klütz im Norden des Landkreises Nordwestmecklenburg in Mecklenburg-Vorpommern (Deutschland). Heute ist davon nur noch eine kleine Burginsel mit teilweise zugeschüttetem, wasserführenden Burggraben erhalten.

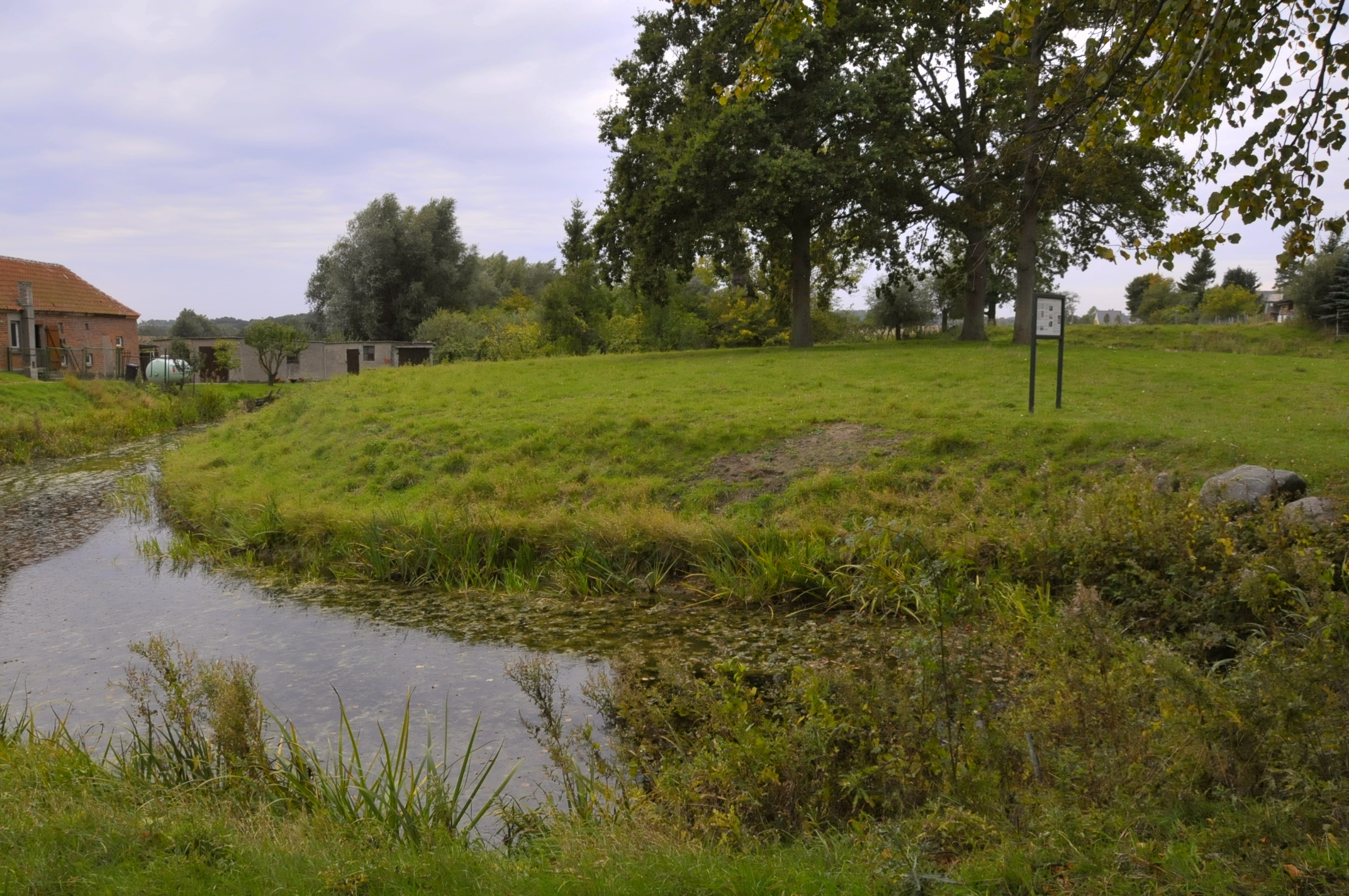
Burginsel mit Burggraben

## Geschichte
Unter dem Namen Erpushagen wurde der Ort bereits im Jahre 1230 im Ratzeburger Zehntregister erwähnt. Für Erpushagen stand dem Bischof des Bistums Ratzeburg ein Drittel des Zehnten zu. Der Ort lag im Land Klütz (terra clutse), wo die Herren von Mecklenburg die weltliche Macht besaßen und somit auch die Lehnshoheit. Um 1200 wurde Arpshagen vermutlich von einem Siedler namens Erpus auf einer Waldrodung gegründet. Zur Zeit der Aufnahme in das Zehntregister bestand wahrscheinlich schon eine Niederungsburg, bestehend aus einer Hauptburg, die aus einem Wehrturm bestand, mit massiven Untergeschossen vom Typ einer Motte. Sie stand auf einer Insel, von Wall und Graben umgeben. Die halbkreisförmige Vorburg war in gleicher Weise geschützt, davon sind noch Reste zu erkennen. Heinrich von Plessen (1318–1337), Ritter und fürstlicher Regentschaftsrat, war Anfang des 14. Jahrhunderts der erste Lehnsmann. Um 1596 stand noch der dreigeschossige, massive mittelalterliche Turm auf der vom Hausgraben geschützten Insel. Er hatte eine Grundfläche von etwa 11 m × 9 m. Angebaut war ein etwa gleich hoher Turm (Arckener) mit etwa 5,4 m × 4,7 m Grundfläche. Beide Gebäude hatten ein Steindach und waren unterkellert. Daneben stand ein zweigeschossiges Fachwerkwohnhaus mit Schornstein und Steindach. Ein weiteres eingeschossiges Fachwerkgebäude beherbergte die Milchstube. Alle Gebäude wurden als alt, aber relativ gut erhalten bezeichnet. Der Weg zur Vorburg führte durch ein Torhaus. Dort fand man ein strohgedecktes Fachwerk-Bauernhaus mit Ställen, eine Scheune, ein Brauhaus und jeweils einen Kuh-, Pferde- und Viehstall. Der Wirtschaftshof war von einer Dornenhecke (Hakelwerk) umgeben.
In der ersten Hälfte des 17. Jahrhunderts entstand ein zweigeschossiges Festes Haus mit großen Fenstern und einem Renaissance-Portal.
1723 endete die Geschichte der Herren von Plessen auf Arpshagen mit dem Verkauf des Besitzes durch Jakob Levin von Plessen (1666–1724) an Friedrich Johann Freiherr von Bothmer, der im Auftrag seines Bruders Hans Caspar von Bothmer handelte.
Im ausgehenden 19. Jahrhundert wurde für den Pächter etwa 200 m nordwestlich der Burginsel ein neues Wohnhaus gebaut, das heute noch steht ⊙. Nach 1900 wurden das Feste Haus und die Vorburg abgerissen.
Im Zuge der Bodenreform im Jahre 1945 wurde das Anwesen enteignet und aufgesiedelt; es besteht heute nicht mehr. 1991 wurde der verlandete Burggraben zum Teil wieder hergestellt und zusammen mit der kleinen Burginsel in die Bodendenkmalliste des Landkreises Nordwestmecklenburg aufgenommen.

## Quelle
- Infotafeln auf der Burginsel